# Hunfrid, Mejni grof Istre
Hunfrid (nemško Hunfried I., latinsko Unfredus) se je rodil v drugi polovici 8.stoletja in umrl okoli leta 835 je bil mejni grof  v  Istrski marki vsaj od leta 789  vsaj do leta 804 in po nekaterih virih tudi Furlanski vojvoda od leta 799 do  vsaj leta 804, ko je izpričan Janez kot vojvoda Istre. Bil je tudi ustanovitelj plemiške družine Hunfridingov.
Hunfrid se je v zgodovinskih dokumentih prvič pojavil v Istri kot mejni grof (marchio) v letu 799, istega leta ko je umrl  Erik Furlanski. Po analizah zgodovinarjev je bil po rodu Aleman, čeprav so mu zgodovinarji zgodnje Recije, kot je Elizabeta Meyer-Marthaler, pripisali frankovsko poreklo. Bil je tudi grof v Retiji saj je tako poimenovan v letih 806 in 808. V dokumentu je izpričan kot predsedujoči ljudskemu sodišču v kraju Rankweil ko je tudi imenovan kot grof Retije (Reciarum comis). Po tem dokumentu je takrat soočal priče, urejal spore glede meja med posesti ter naročal sodnikom (scabini) da poiščejo pravično rešitev in jo izdajo v pisni obliki. Ta zgodovinski vir ga opisuje kot vir inluster.
Na osnovi njegovega vpisa v listo prisotnih prič pod pridevnikom libri memoriales v dokumentu iz Reichenau in Opatije Sankt Gallen, lahko sklepamo, da je imel za ženo Hitto (Hidda), ki je bila iz rodu Udalriching in morda nečakinja ali vnukinja Gerolda iz Vinzgouw in tako stric ali svak Hunfridovega predhodnika v Italiji, Erika. Na osnovi istega vira je Hunfrid verjetno oče Adalberta, ki ga je nasledil v Retiji, Odalrika Barcelonskega, ki je postal grof v Barceloni v drugem koncu Karolinškega imperija, ter Hunfrida II., ki je postal  dux super Redicam (vojvoda gornje Retije)  in oče kasnejših Hunfridingov  Vojvode Švabske.